# Nederlandse Unie voor Vrouwenbelangen
De Nederlandse Unie voor Vrouwenbelangen was tussen 1920 en 1930 een Nederlandse belangenvereniging voor vrouwenemancipatie. De liberale politici Maarten Bijleveld, Johan Adriaan Herman Coops en Jan Ernst Heeres waren samen met onder meer de feministe Welmoet Wijnaendts Francken-Dyserinck (van 1929 tot 1931 voorzitter) vanaf de oprichting bestuurder van de belangenvereniging die uit een fusie was ontstaan kort na de invoering van het actieve vrouwenkiesrecht in 1919. De Unie hield zich bezig met emancipatie door het voorstellen van wetswijzigingen, maar ook door organisaties aan te schrijven en aan te moedigen meer vrouwen aan te nemen. De Unie een periodiek uit onder de titel "Wig : orgaan van de Nederlandsche Unie voor Vrouwenbelangen".
De vereniging ontstond uit een fusie van de belangenorganisaties Vereeniging tot Verbetering van den Maatschappelijken en den Rechtstoestand der vrouw in Nederland (opgericht in 1894) en de Nederlandsche Bond voor Vrouwenkiesrecht (een afsplitsing van de Vereniging voor Vrouwenkiesrecht). In 1930 fuseerde de Unie met de andere opvolger van de Vereniging voor Vrouwenkiesrecht, de Vereniging van Staatsburgeressen, tot de Nederlandse Vereniging voor Vrouwenbelangen en Gelijk Staatsburgerschap.

## Voetnoten en referenties
1. ↑  Biografie van Welmoet Wijnaendts Francken-Dyserinck op atria.nl
2. ↑  Circulaires van de Nederlandse Unie voor vrouwenbelangen, waarin wordt aangedrongen op de aanstelling van meer vrouwelijke leerkrachten
3. ↑  fusieschema op Vrouwenbelangen.nl